# Wireless

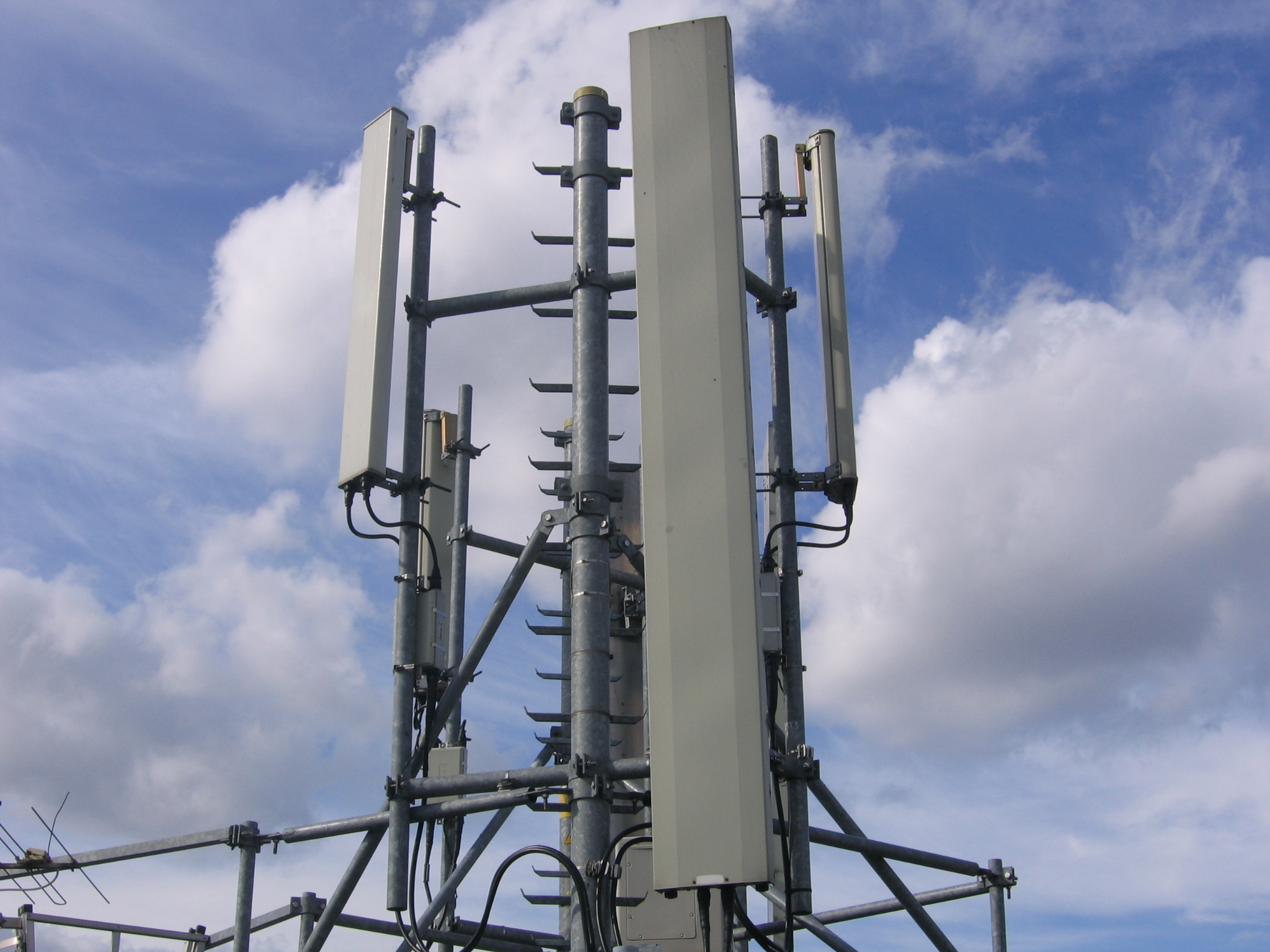
Stazione radio base per telefonia mobile rete cellulare

In informatica e telecomunicazioni, wireless o senza fili indica una comunicazione tra dispositivi elettronici che non fa uso di cavi. Per estensione sono detti wireless i rispettivi sistemi o dispositivi di comunicazione che implementano tale modalità di comunicazione. I sistemi tradizionali basati su connessioni con cavi sono dette cablate (in inglese wired).
Generalmente il wireless utilizza onde radio a bassa potenza; tuttavia la definizione si estende anche ai dispositivi, meno diffusi, che sfruttano la radiazione infrarossa o il laser. La comunicazione e i sistemi wireless trovano diretta applicazione nelle reti wireless di telecomunicazioni, fisse e mobili e più in generale nelle radiocomunicazioni.

## Storia
Le reti wireless sono un'importante forma di connessione per molte attività, e con il continuo miglioramento dei relativi sistemi ci si aspetta lo saranno sempre più, soprattutto per le imprese. Il mercato dei dispositivi wireless è stimato in continua crescita e il giro d'affari, di 300 milioni di dollari nel 1999, è passato a 1,6 miliardi nel 2005. Le reti wireless vengono installate soprattutto negli aeroporti, nelle università e nei parchi pubblici delle grandi città.
Un tempo, a causa del costo degli apparecchi wireless, questa tecnologia veniva impiegata solo in caso di condizioni in cui l'uso di cavi era problematico o impossibile. Mano mano che i prezzi diminuiscono, però, le reti WLAN ad esempio stanno entrando anche nelle case, permettendo la condivisione di dati e della connessione Internet (mediante router e access point) tra i computer di una famiglia. Anche le trasmissioni via Bluetooth, essendo comunicazioni radio, sono wireless.
Molti ritengono che la tecnologia wireless rappresenti il futuro della connettività (basti pensare al Wi-Fi, al WiMAX, al 4G e soprattutto al 5G), ma una rilevante voce fuori del coro è quella di Robert Metcalfe, inventore di Ethernet, il protocollo più famoso per reti locali (LAN) cablate.
Persistent Optical Wireless Energy Relay è il progetto del DARPA per la trasmissione di energia elettrica senza fili e su lunghe distanze, che riprende gli esperimenti di Nicola Tesla.

## Descrizione

Logo Wi-Fi

Logo Bluetooth

Logo GSM

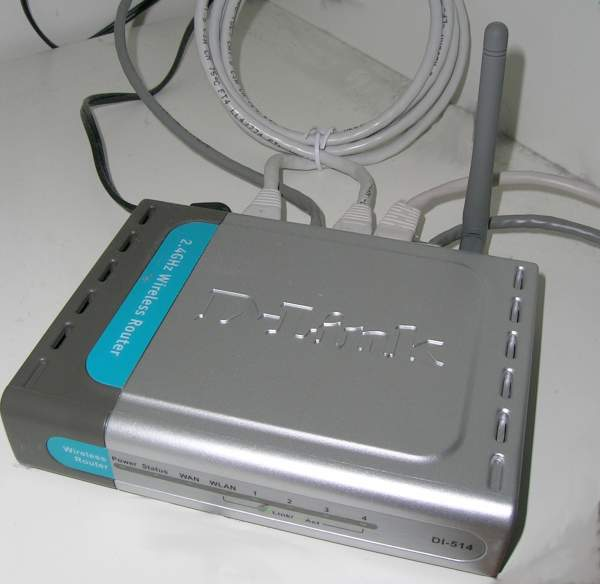
Un apparato integrato: Router+Switch+Access point wireless.

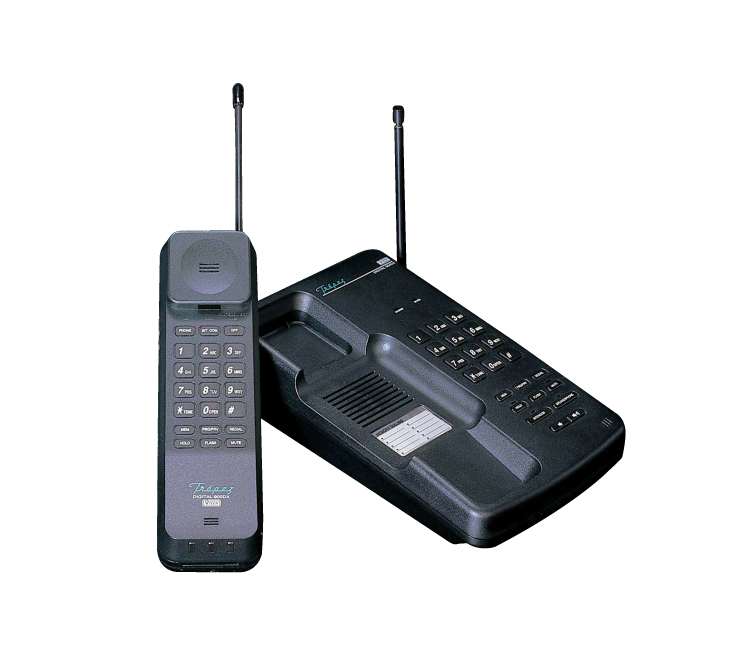
Telefono cordless

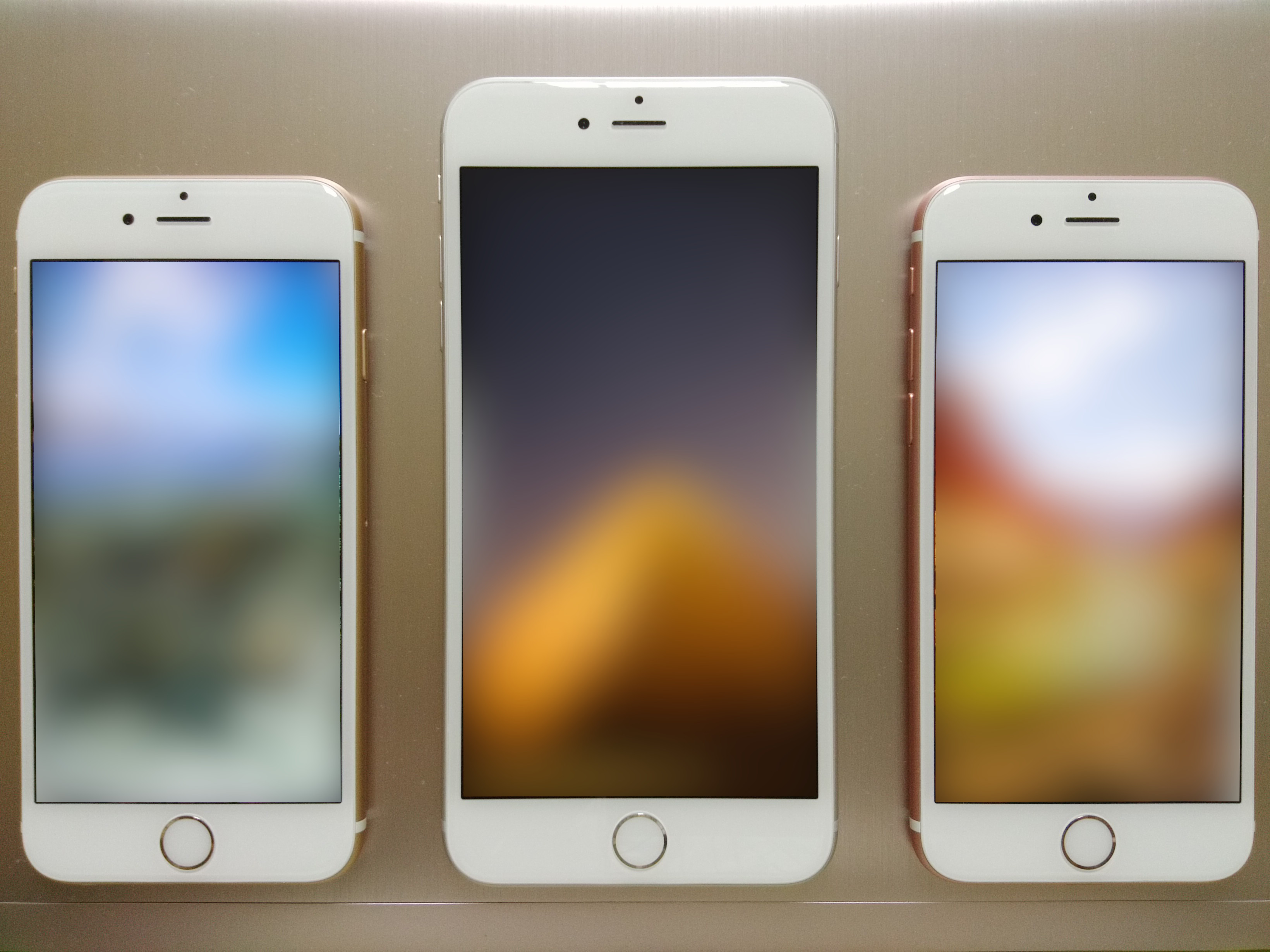
Esempi di smartphone

Ogni sistema di comunicazione wireless è composto da un trasmettitore, un ricevitore e dagli elementi deputati alla radiazione elettromagnetica ovvero alla trasduzione elettro-elettromagnetica e viceversa ovvero le antenne, i laser, i fotorivelatori. La comunicazione può essere monodirezionale, half-duplex, bidirezionale full-duplex. Le frequenze elettromagnetiche usate variano a seconda dello standard implementato.

### Vantaggi e svantaggi
La filosofia nonché la motivazione che spinge a realizzare dispositivi e reti wireless è l'abolizione del cablaggio che può essere in alcuni casi fastidioso per sovraccarico di fili nei dispositivi a corto raggio, ma soprattutto estremamente oneroso a livello economico in molti casi come nel caso del cablaggio delle comuni reti informatiche nel medio/lungo raggio. Basti pensare alla difficoltà degli operatori (provider) di estendere e rendere ubiquitaria la banda larga in Internet proprio a causa dell'elevato costo della messa in posa dei portanti fisici in relazione ai possibili introiti futuri derivanti dell'investimento. Un singolo dispositivo di ricetrasmissione radio può invece coprire un'ampia zona di utenza ad un prezzo di impianto notevolmente più basso. Reti e dispositivi wireless consentono dunque il superamento del vincolo del cablaggio e allo stesso tempo consentono anche la mobilità del servizio all'utente nelle reti wireless radiomobili come le reti cellulari. Il prezzo da pagare rispetto alle comuni reti e dispositivi cablati è quello di una qualità del servizio (QoS) generalmente inferiore (almeno per ora) e maggiori problematiche relative alla Sicurezza della comunicazione e al possibile inquinamento elettromagnetico.

### Tipi di reti wireless
Le reti wireless possono essere:
- WPAN (Wireless Personal Area Network), a livello domestico
- WLAN (Wireless Local Area Network) propriamente dette come il Wi-fi.
- WAN (Wide Area Network) wireless
- WMAN (Wireless Metropolitan Area Network)
- BWA (Broadband Wireless Access), che sta conoscendo grande diffusione grazie alla tecnologia WiMAX

a queste si aggiungono: 
- Reti cellulari radiomobili come GSM, GPRS, EDGE, UMTS, HSPA, LTE.
- Reti satellitari

### Tecnologie
Le reti locali Wireless possono utilizzare come mezzo trasmissivo le onde radio, la luce infrarossa o i sistemi laser.
Le onde radio vengono usate dalle reti tipo Wi-Fi cioè reti che devono coprire ambienti eterogenei dove le diverse postazioni da collegare non sono necessariamente visibili, infatti possono essere separate da muri o da intercapedini.
Le reti basate su infrarossi vengono usate per collegare dispositivi visibili direttamente, sono lente, e spesso impiegano dispositivi fatti apposta. Oggi appena sono in disuso vengono sostituite quasi totalmente dai dispositivi Bluetooth.
Le reti basate su laser vengono usate normalmente per collegare sottoreti costruite mediante altre tecnologie. Il Laser viene usato per la sua elevata velocità di trasmissione. Un tipico esempio è il collegamento delle reti di due edifici vicini. Il laser ha il problema di essere sensibile alle condizioni esterne e alle vibrazioni, infatti anche questi dispositivi sono oggi considerati obsoleti e quasi sempre sostituiti da collegamenti via onde radio.
Un Access Point di tipo IEEE 802.11b può comunicare solitamente con 30 client situati in un raggio di 100 m. Tuttavia questa caratteristica varia a seconda di diversi fattori, il posizionamento, la presenza di ostacoli, l'interferenza con altri campi elettromagnetici, la potenza dei dispositivi. Per aumentare la distanza di trasmissione, esistono dei ripetitori wireless che amplificano i segnali radio. In condizioni sperimentali, le reti wireless possono raggiungere una capacità di diversi chilometri.

### Standard
I principali standard di riferimento sono:
- Bluetooth per la connessione computer-periferiche (usato anche per connessioni tra telefoni cellulari);
- IEEE 802.11 per le reti WLAN (vedi Wi-Fi);
  - HIPERLAN;
- IEEE 802.16 per le reti metropolitane W-MAN;
- GPRS, EDGE, UTMS, LTE per la trasmissione dati sulla rete telefonica cellulare GSM (e successive evoluzioni);
- HSDPA per la trasmissione di dati ad alta velocità su reti cellulari radiomobili;
- progetto Open Spectrum;
- LMDS per la trasmissione digitale dei canali televisivi

### Sicurezza

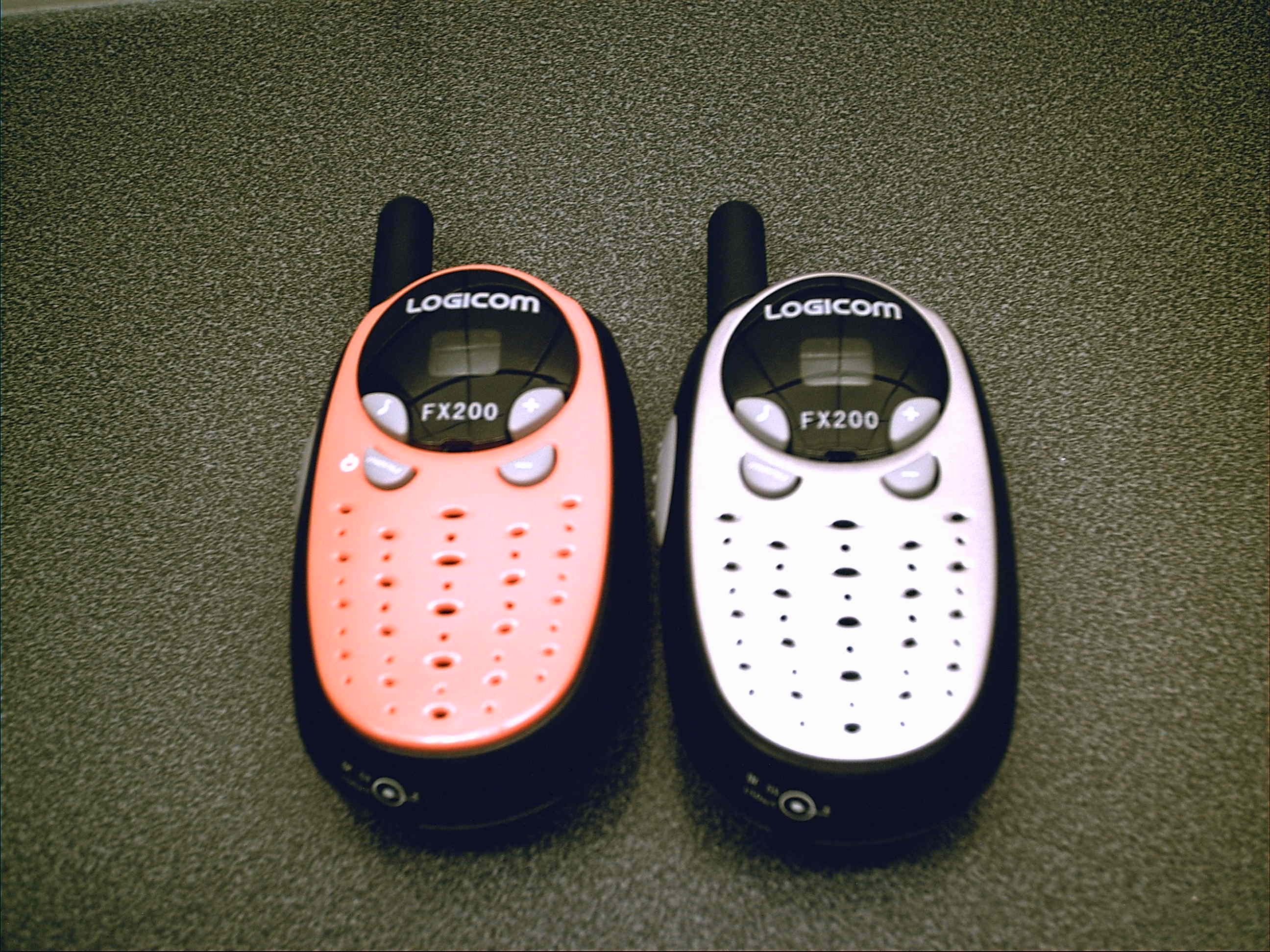
Walkie-talkie

Il problema principale delle reti senza filo è la sicurezza. I segnali radio, essendo diffusi nell'etere, possono essere intercettati senza difficoltà. Di conseguenza è necessario prendere contromisure di tipo crittografico per garantirne la riservatezza. Lo standard inizialmente proposto per questo compito era il WEP a 40 o 104 bit, ma la debolezza di questo protocollo, che lo rendevano molto poco sicuro imposero ben presto una sua sostituzione con il WPA, che utilizza una variante dell'algoritmo WEP a cui sono state rimosse le principali debolezze.
Il protocollo WPA2, ratificato nel 2004, si basa sull'algoritmo di cifratura AES che garantisce un'elevata sicurezza, ma non è compatibile con le apparecchiature della generazione precedente.
È buona norma considerare le reti senza filo come reti a bassa sicurezza, vietando agli utenti collegati di accedere a dati riservati senza un ulteriore livello di sicurezza, ed adoperare una rete privata virtuale se necessario.